# Trisquel

Ejemplo de trisquel. El número tres aparece constantemente en la mitología celta.

Bandera de la Isla de Man.

Bandera de Sicilia, Italia.

El trisquel, triskelion o triskele (de simetría rotacional) es un motivo (artístico) que consiste en tres espirales unidas, tres piernas humanas dobladas o tres líneas extendidas o dobladas desde el centro del símbolo.
La palabra proviene del griego triskelés τρισκελής que significa "tres piernas", del prefijo "τρι-"( tri-) tres veces y "σκέλος" (skelos) pierna. A pesar de que aparece en varios lugares (collares gallegos) y periodos incluyendo en el 3200 a. C. en Newgrange, es parte característica esencial del arte céltico de la cultura de La Tène de la Edad de Hierro. Se incluye en el escudo de la Isla de Man, y con una cara central de Medusa en el de la isla italiana de Sicilia. 
Según la cultura celta, el trisquel representa la evolución y el crecimiento, el equilibrio entre cuerpo, mente y espíritu. Manifiesta el principio y el fin, la eterna evolución y el aprendizaje perpetuo. Entre los druidas simbolizaba el aprendizaje, y la trinidad Pasado, Presente y Futuro.

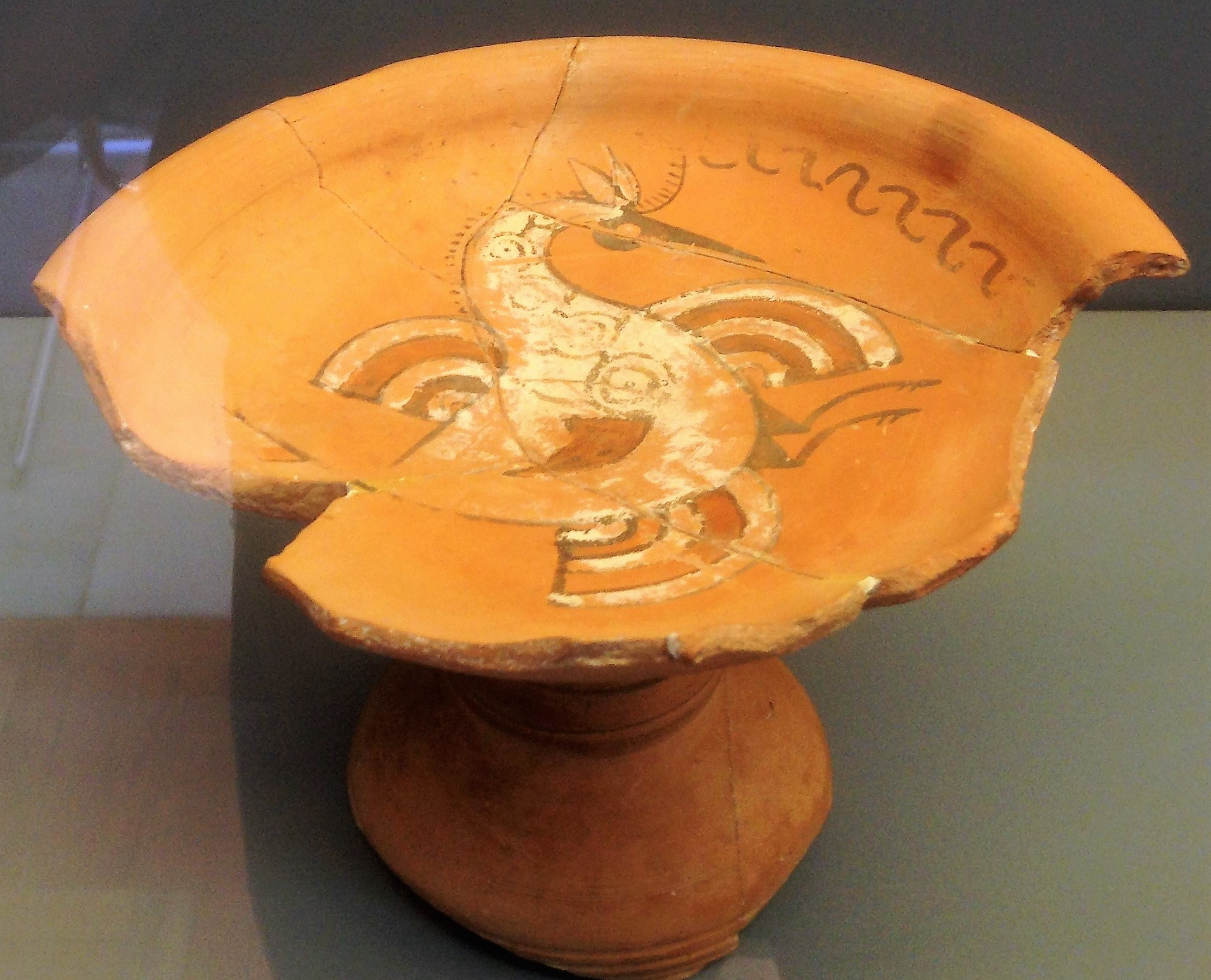
Museo Numantino. Copa de cerámica con la figura de una abubilla en movimiento, cuyas tres alas parecen simular la figura del trisquel

Según esta cultura, los druidas eran los únicos que podían portar este símbolo sagrado. Como talismán, era utilizado para aliviar fiebres y curar heridas.
Se han encontrado numerosos trisqueles en forma de petroglifos grabados en la piedra; tales vestigios son muy comunes en las comunidades autónomas españolas de Galicia, Asturias, Cantabria, Navarra y País Vasco.
En el yacimiento de Numancia (Soria) se encontró la denominada "copa de la abubilla" que simula un vuelo mágico, con tres alas, para enlazar el mundo de los mortales con la divinidad a través de las aves, convirtiéndose el citado símbolo en un icono representativo de la cultura celta. Esta cerámica se conserva en el Museo Numantino de Soria.
También se han encontrado trísqueles prerromanos (trescelas dextrógiras y levógiras) en Vizcaya, en las estelas encontradas en Meñaca, Dima y Zamudio. Así mismo, aparecía en acuñaciones monetarias de la ciudad prerromana de Ilíberis (hoy Granada).

## Galería de imágenes

El trisquel del blasón de armas de Sicilia, Italia.
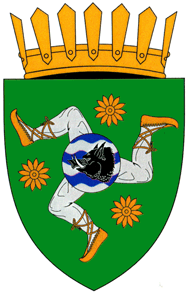
El trisquel del blasón de armas de Sărata-Galbenă, República de Moldavia
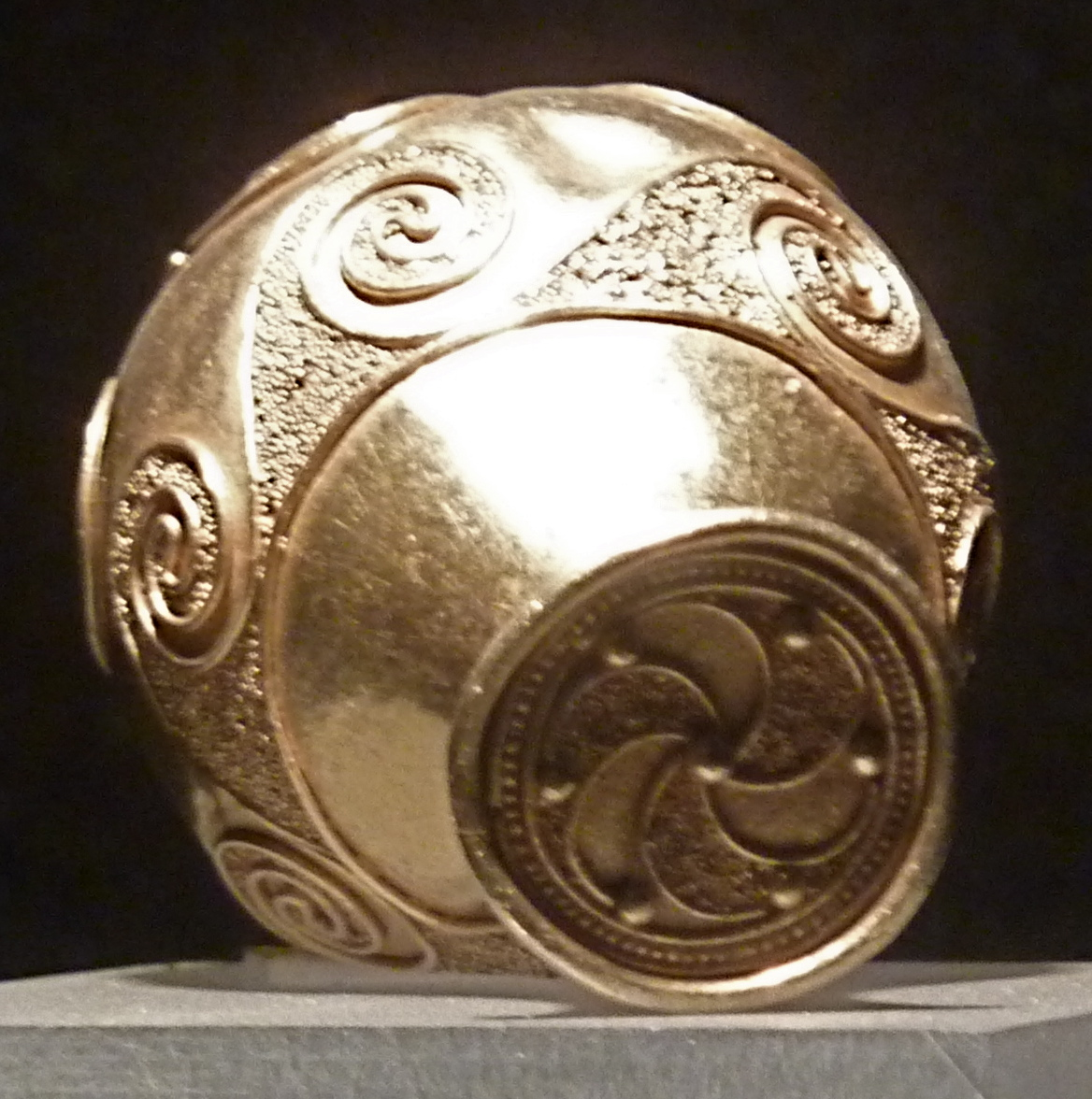
Trisquel en el extremo de un torques (Museo del castro de Santa Tecla, en Galicia, España).
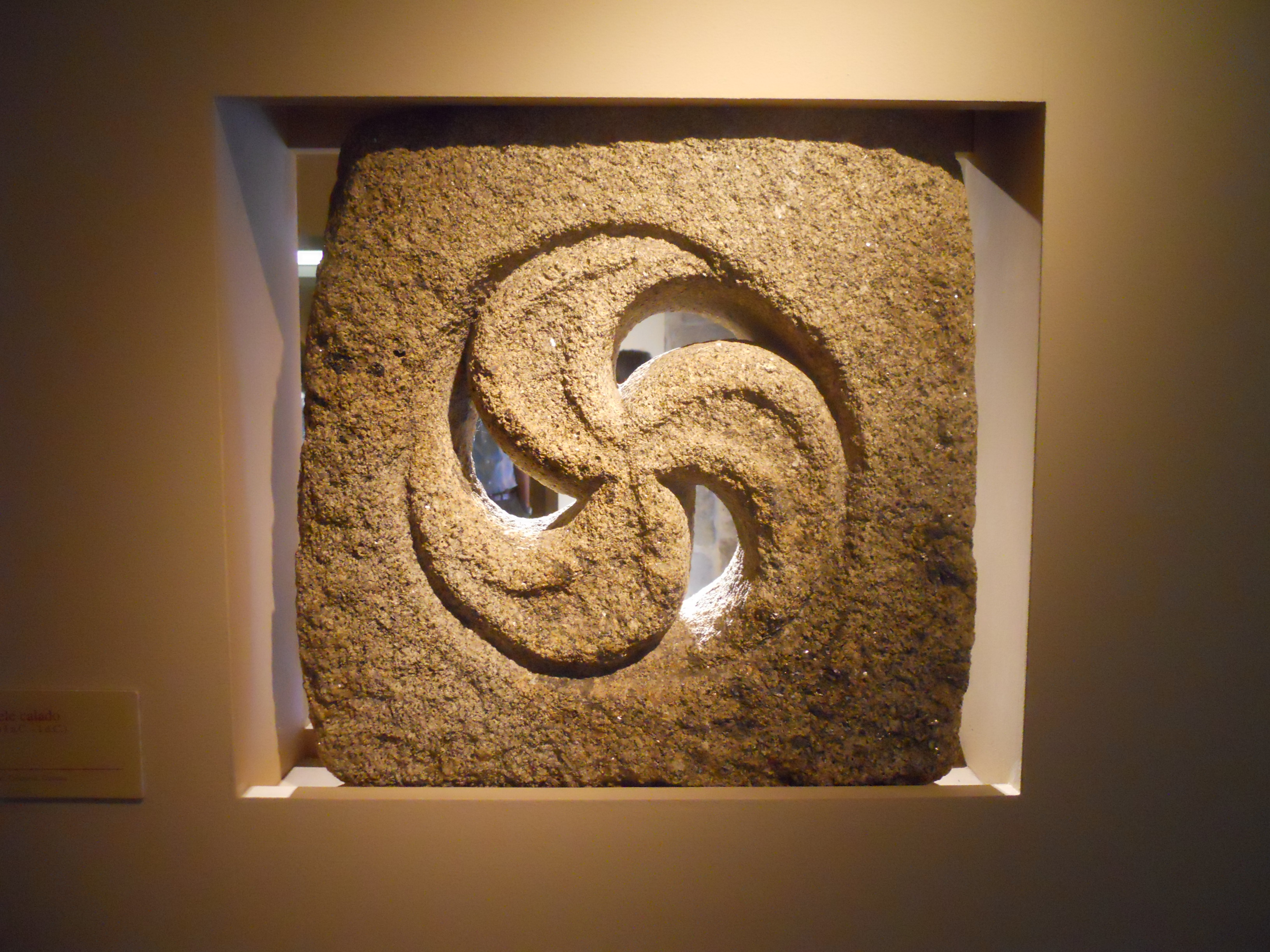
Trisquel de Castromao, siglo I, Museo Arqueológico Provincial de Orense, España. Posiblemente una ventana.
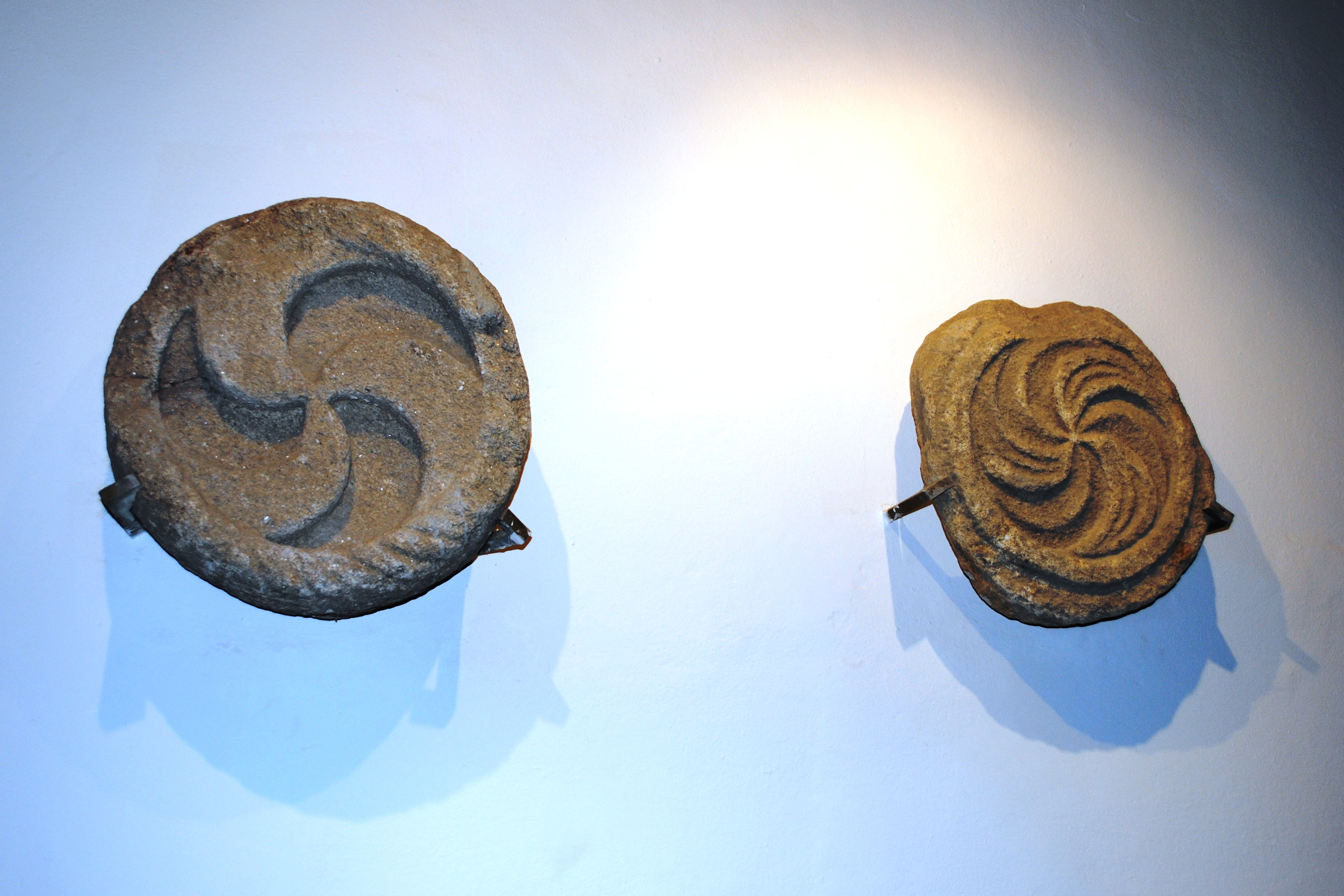
Museo arqueológico de Monte Santa Tecla, Galicia, España.
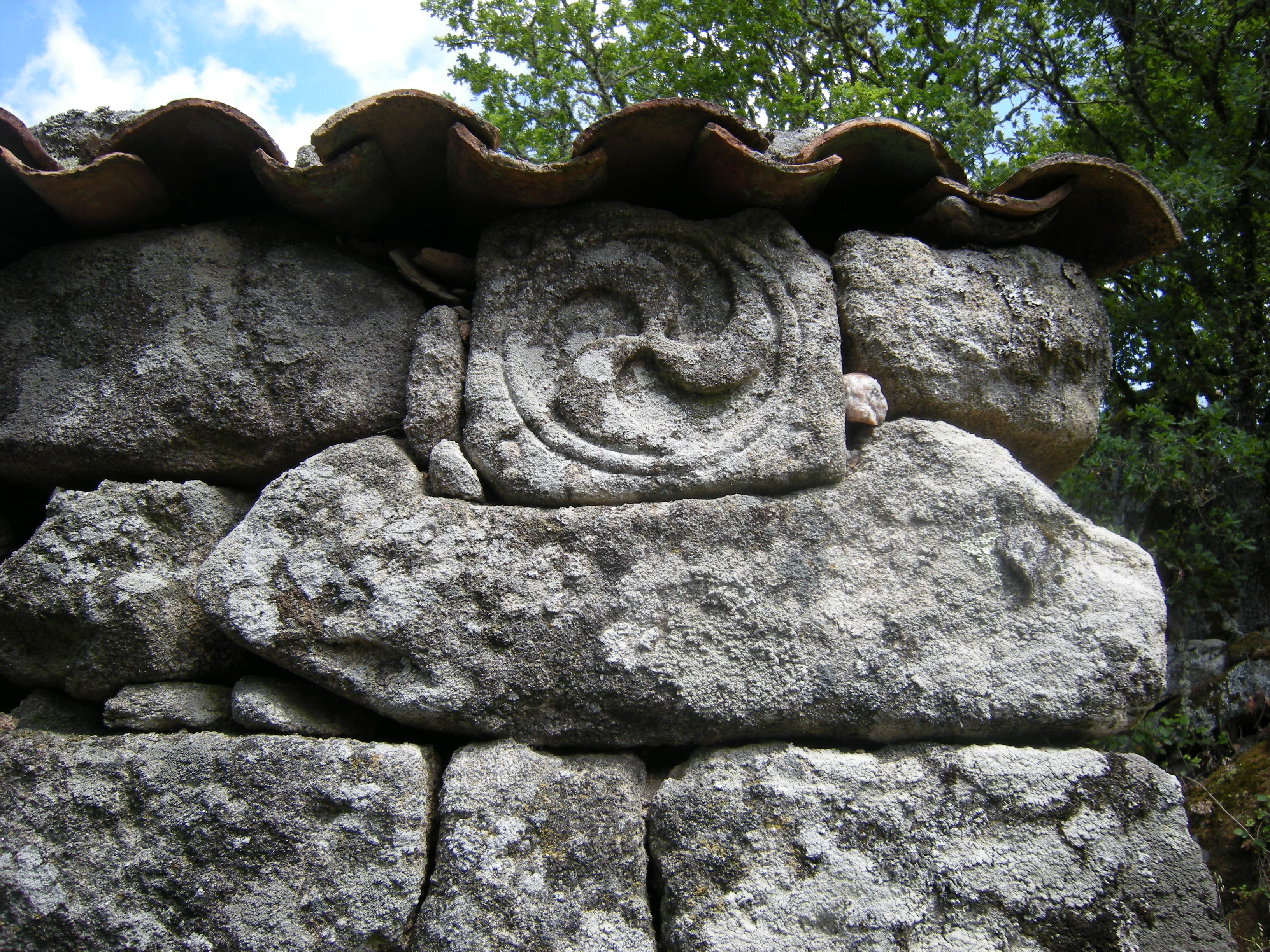
Trisquel de Aira Vella en Allariz, Galicia.
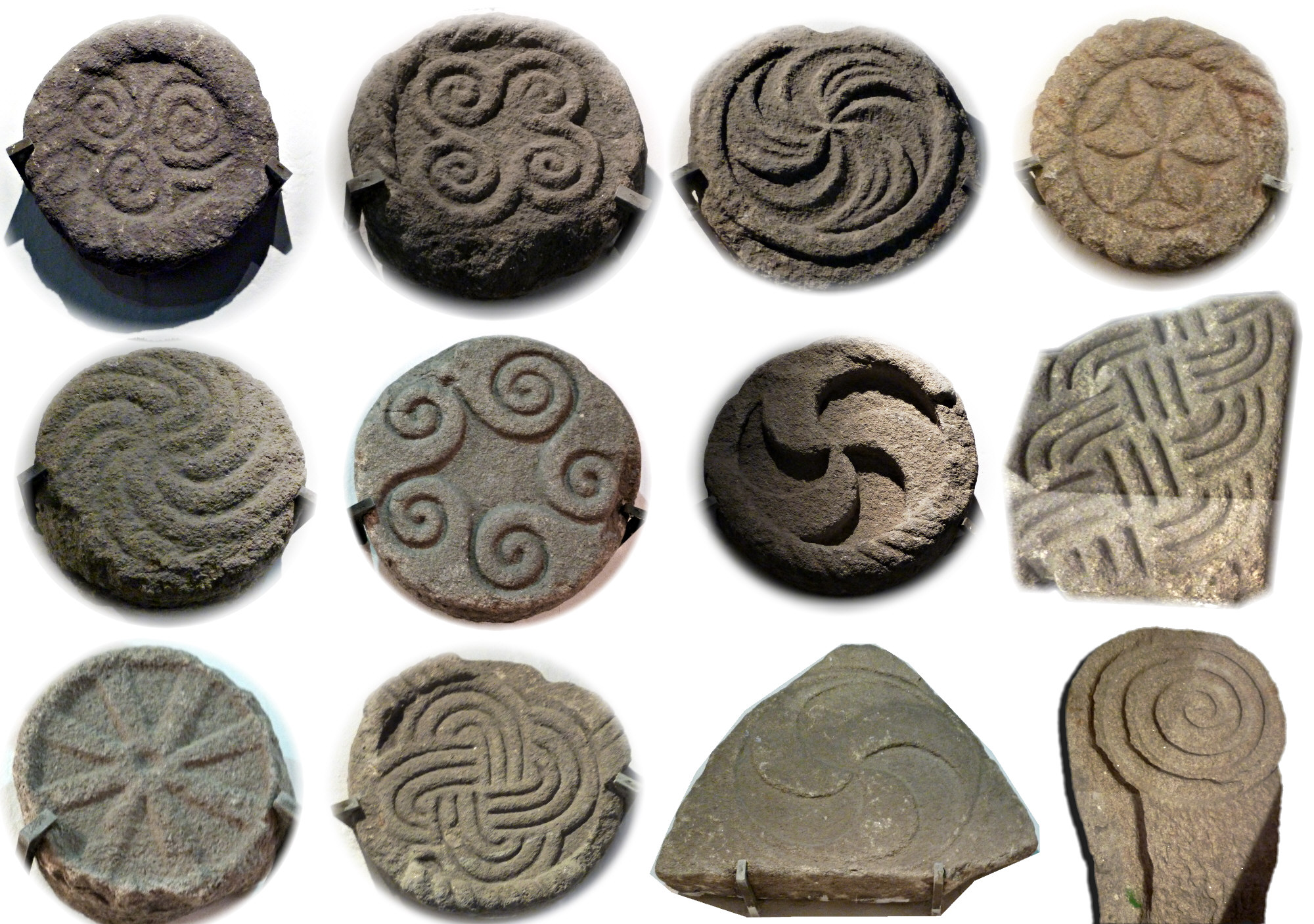
Una selección de las tallas castreñas con varios trisqueles del castro de Santa Tecla, Galicia.